# Oluf Høst Museet
Oluf Høst Museet er et museum for den berømte bornholmske maler Oluf Høst (1884-1966) beliggende i Gudhjem på Bornholm.
Museet åbnede i 1998 og er indrettet i Oluf Høst og hans kone Hedvig Wiedemann Høsts smukke villa, der bærer navnet Norresân. Oluf Høst Museet er et kunstnerhjem med en omfattende samling af Oluf Høsts malerier ophængt netop der, hvor de i sin tid blev til.
Hvert år præsenterer museet to nye særudstillinger, der vises i henholdsvis Høsts villa og i hans sommeratelier, der ligger øverst oppe i museets klippehave. I 2019 kunne gæsterne opleve særudstillingen Karl Isakson og Oluf Høst: Som en frelser i en mørk tid, der vises i Høsts villa, og i sommeratelieret præsenterer kunstnerne Jo Dam Kærgaard og Steffen Brandt årets anden særudstilling Logbog fra Norresân.
Museets klippehave skråner stejlt op mod Gudhjems ”bjerg”, klippeformationen Bokul. En del af haven er et gammelt stenbrud, som i sin tid leverede granit til byggeriet af nødhavnen på den anden side af Hedvig og Oluf Høsts hus. I haven vokser blandt anden figen- og morbærtræer. I forbindelse med et besøg på Oluf Høst Museet er det muligt at gå en tur på Bokul og videre mod søen Gråmyr. Alternativt kan man gå fra museet og videre nordpå langs kysten ved Salenebugten. Her befinder man sig midt i Oluf Høsts motivverden med klipperne, havet, den høje horisont og det helt specielle, bornholmske lys.
- Oluf Høsts arbejdsværelse
- Sommeratelieret